# Örslösa
Örslösa is een plaats in de gemeente Lidköping in het landschap Västergötland en de provincie Västra Götalands län in Zweden. De plaats heeft 298 inwoners (2005) en een oppervlakte van 41 hectare.